# Mayoral Executive Jet
Mayoral Executive Jet era una aerolínea española, actualmente extinguida, con base en Málaga. Fue una compañía de aviación corporativa que pertenecía a Mayoral y operaba gran variedad de servicios incluyendo aerotaxi, mantenimiento de aeronaves y handling, venta de aeronaves, consultoría en aviación y gestión de aeronaves de terceros, vuelos sanitarios, y vuelos ambulancia. Al Grupo pertenece también Confecciones Mayoral, actualmente Mayoral Moda Infantil S.A.U . Su base principal era el Aeropuerto de Málaga-Costa del Sol.

## Códigos
- Códigos OACI: MYO
- Indicativo de llamada: Mayoral

## Historia
Bajo la denominación Social "Domínguez Toledo, S.A" nació la Compañía en el año 85, en un principio para cubrir las necesidades que tenía su matriz, Mayoral, de trasladar a sus comerciales y diseñadores por Europa y sobre todo por la afición de su propietario al mundo de la aviación. Mayoral Executive Jet era una empresa propiedad de uno de los principales grupos empresariales españoles del sector textil, con una experiencia de 20 años en el sector de la Aviación Corporativa y de negocios, que realizaba viajes ejecutivos por España y Europa.

## Flota
La flota de Mayoral estaba formada por las siguientes aeronaves (agosto de 2010):
- 1 Dassault Falcon 100 - EC - KPP
- 1 Piper PA-31T Cheyenne - EC - DHF
- 2 Piper PA-31T2 - EC - JRF y EC - IPZ